# アン・マコシンスキー
アン（アンディーニ）マコシンスキー（Ann (Andini) Makosinski 1997年10月3日- ） は、カナダの学生発明家であり、講演者である。2013年、彼女は「Hollow Flashlight」という中空構造の熱電懐中電灯で、グーグル・サイエンス・フェアでの優勝を果たした。

## 生い立ち
マコシンスキーはセントマイケルズ大学で学び、7年生のときのプロジェクトで、キャンドルの余熱を利用して動力を得られるラジオを発明した。また9年生の時に圧電懐中電灯も作った。マコシンスキーはフィリピン、ポーランド、カナダの家系であり、彼女の父親は、2つの医療特許を持つ、元ラボマネージャーである。彼女の家族はブリティッシュコロンビア州サーニッチに住んでいる。余暇には、猫の散歩や古い映画（1920年代ー1960年代）を見ることを楽しんでいる。9歳から高校生まで公文に入会しており、2015年には日本においてユニクロのCMに起用されている

### 中空懐中電灯
2013年、マコシンスキーは中空構造の熱電懐中電灯「Hollow Flashlight」によって、グーグル・サイエンス・フェアで優勝した。母親の故郷であるフィリピンを訪れたときに、そこでの彼女の友人が夜勉強するのに充分な明かりがなく高校に落ちてしまったことに触発され、この問題を解決するために「Hollow Flashlight」を発明した。この発明は、一方の側が他方の側よりも熱いときに発電する性質を持つ半導体であるペルティエ素子を使用し、手と空気の熱差から生じるエネルギーを引き出した熱電効果を利用している。中空という構造が対流の流れを増加させる作用効果を持つ。 彼女は、現在、商業的な製造およびこの発明を利用した製品を供給することを進めている。

### eDrink（イードリンク）
2015年、マコシンスキーは、携帯電話等を充電するeDrinkによって、インテル国際学生科学技術フェアで優勝した。彼女の高校の友人が、熱いコーヒーを冷ますのに時間がかかりすぎる、また彼らの携帯電話等のバッテリーが切れてしまうという不平を言ったことから、これらの問題を解決するために発明された。コーヒーと携帯電話等は彼女の世代では重要なアイテムであり、彼女は、彼らの問題を解決するためにこれら2つの作用効果を組み合わせた。この発明は、コーヒーの余熱を電気に変換し、携帯電話を充電するものである。
彼女は、2013年にTEDxリッチモンドとTEDxバンクーバーで発表した。同年、タイムの「世界を変える30歳未満の30人」に掲載され、カナダ・ワイド・サイエンス・フェアで金メダルを獲得した。2014年にはTEDx ビクトリアで「The Problem with Inventions」というタイトルで講演した。彼女が2016年にTEDxティーンで発表した話「なぜ私は スマートフォンを使用しないのか」は、150万回以上の閲覧がある 。マシコンスキーは、飲み物の余熱を利用して電話を充電するeDrink（イードリンク）マグカップを ジミーファロンの「今夜のショー」で披露し、賞として、彼女の教育を支援するための5000ドルが与えられた。また、インテル国際学生科学技術フェアで4つの主要な賞を受賞した。2016年にはポピュラーサイエンスヤング発明家に選ばれた。

### 芸術と科学の協働
マコシンスキーは、芸術と科学との補完関係を信じており、彼女自身の人生の中で芸術と科学の両方のバランスをとりたいと考えている。そして、近い未来に対して、芸術と科学のクロスオーバーと複数の分野で複数のスキルを持ち、そのバランスをとることの必要性と、芸術と科学が協働できることを子どもたちに伝えることの重要性についても語っている。

### 環境保護
マコシンスキーは、2017年の北西航路への2週間の小旅行での経験から、地球と持続可能な未来のために、子どもたちが「再生可能エネルギー」を学べる再生可能なエネルギーを利用するおもちゃを発明した。彼女は、「子どもたちに自分の解決策を自ら発明（創造）でき、他人がつくることを待つ必要はないと感じてほしい」、また「周りのリソースを使って、もっとクリエイティブになってほしい」と語っている。

## キャリア
彼女は、体熱で動力を得られる発明に対して、カナディアン・ジオグラフィックとシェル・エナジー北米 が支援したクエスト気候補助金から50000ドルの資金を獲得した。2016年、ユニクロのグローバル・ブランド・アンバサダーに任命され、またファイブスターとレノボのキャンペーンを完了した。2017年、マコシンスキーは、フォーブス30アンダー30に選ばれた。
マコシンスキーはブリティッシュコロンビア大学の学生として、アーツワンプログラムを修了した。彼女はまた、グラマー誌の2018年カレッジ・ウーマン・オブ・ザ・イヤーに選ばれた。彼女はマコトロニクス・エンタープライズの創設者である。彼女は、いくつかの特許を出願申請している。2017年8月、マコシンスキーはカナダの150周年を祝い北西航路への2週間の小旅行に乗り出した。2017年10月、彼女は、コンバース・パブリック・アクセス・ショーにマイリー・サイラスと共に参加した。